# Koen Onzia
Koen Onzia est un danseur et chorégraphe belge né en 1961 à Geel dans une famille d'artistes.

## Biographie
Passionné de cet art, Koen Onzia se forme au Koninklijk Ballet van Vlaanderen sous la direction de Jeanne Brabants et gagne de nombreux prix nationaux et étrangers. Il reçoit une médaille de bronze en 1978 au Concours international de ballet de Varna, en Bulgarie.
Il mène une carrière internationale, ce qui lui vaut une excellente critique de John Perceval dans The Times du 26 mai 1988 sous le titre Onzia's Triumph.
Koen Onzia est membre d'honneur de l'Association pour la Formation de Jeunes Danseurs (AFJD).